# A hadak útján (album)
Az A hadak útján a Romantikus Erőszak együttes 2004-es rock-albuma.

## Számok listája
1. Toborzó
2. Tovább viszem
3. Itthon vagyunk
4. Rossz napok
5. Indulj el egy úton
6. Hív a szabadság
7. Ameddig
8. Talán majd egyszer
9. Szent László éneke
10. Trianont ledöntjük
11. Kit érdekel
12. Büszke Botond
13. Ezer év
14. 100% magyar
15. Hazafi